# Antonio Rossi
Antonio Rossi (n. 19 decembrie 1968, Lecco, Lombardia, Italia) este un politician italian, medaliat olimpic. A participat la 5 ediții ale Jocurilor Olimpice (1992, 1996, 2000, 2004, 2008) în care a câștigat 3 medalii de aur, o medalie de argint și o medalie de bronz.